# Казанка-20
Казанка-20 — посёлок в Чебулинском районе Кемеровской области. Входит в состав Чумайского сельского поселения.

## География
Центральная часть населённого пункта расположена на высоте 388 метров над уровнем моря.

## Население
По данным Всероссийской переписи населения 2010 года, в посёлке Казанка-20 проживает 50 человек (29 мужчин, 21 женщина).